# Leslie (Míchigan)
Leslie es una ciudad ubicada en el condado de Ingham en el estado estadounidense de Míchigan. En el Censo de 2010 tenía una población de 1851 habitantes y una densidad poblacional de 554,87 personas por km².

## Geografía
Leslie se encuentra ubicada en las coordenadas 42°27′1″N 84°25′57″O / 42.45028, -84.43250. Según la Oficina del Censo de los Estados Unidos, Leslie tiene una superficie total de 3.34 km², de la cual 3.33 km² corresponden a tierra firme y (0.08%) 0 km² es agua.

## Demografía
Según el censo de 2010, había 1851 personas residiendo en Leslie. La densidad de población era de 554,87 hab./km². De los 1851 habitantes, Leslie estaba compuesto por el 96.54% blancos, el 0.92% eran afroamericanos, el 0.32% eran amerindios, el 0.54% eran asiáticos, el 0% eran isleños del Pacífico, el 0.22% eran de otras razas y el 1.46% pertenecían a dos o más razas. Del total de la población el 2.59% eran hispanos o latinos de cualquier raza.